# Conversia electrochimică a energiei
Conversia electrochimică a energiei este un subdomeniu al tehnologiei energetice (domeniu de suprapunere dintre energetică și electrochimie) care are ca obiect metodele electrochimice de generare și stocare a energiei ca pilele de combustie, bateriile și acumulatorii electrici, supercondensatorii, metode fotoelectrochimice, procedeele bioelectrochimice incluzând folosirea pilelor de combustie enzimatică cu enzima hidrogenază etc. 
Metodele electrochimice sunt importante domeniilor ca tracțiunea electrică.